# Milena Lah
Pour les articles homonymes, voir Lah.
Milena Lah, née en Slovénie près d'Ajdovščina le 23 mai 1920 et morte à Zagreb le 15 juin 2003, est une sculptrice et céramiste slovéno-croate.

## Biographie
Elle fréquente le lycée de Maribor et de Zagreb. En 1949, elle obtient son diplôme de sculpture à l'Académie des Beaux-Arts de l'Université de Zagreb (hr), dans la classe du professeur Vanja Radauš (hr). De 1949 à 1950, elle travaille dans l'atelier de Radauš. Elle réalise sa première exposition personnelle en 1954 à Zagreb, où elle présente 26 sculptures, inspirées d'histoire populaires de la péninsule d'Istrie. La même année, elle fonde le groupe SAMI, avec deux autres artiste Slobodan Ćujić et Zoltan Gabor. De 1957 à 1967, elle enseigne la pratique et histoire de l'art dans une école pédagogique à Zagreb. Elle réalise des sculptures en plâtre, pierre, bronze, verre, fer et béton.
Inspirée par l'héritage assyrien-babylonien, étrusque, mégalithique et précolombien, elle crée des figures statiques et rustiques. Ensuite, elle simplifie, condense et stylise les formes qui deviennent de plus en plus abstraites. Dans les années 1950, elle réalise de nombreuses sculptures publiques empreintes de réalisme socialiste.
Dans les années 1960, elle s'inspire des oiseaux pour la série Seagulls réalisée en marbre. Ses recherches spatiales l'amène à représenter le  rythme et le mouvement dans des formes abstraites. De 1978 à 1982, elle crée des sculptures de petites dimensions, intimistes. À partir de 1990, elle se consacre à la céramique.
Ses figures féminines transgressent la représentation stéréotypée de la femme passive. Elle remet en question les représentations religieuses canoniques de la Vierge Marie.
L'humanisme imprime son œuvre. En 1982, 1985, 1991, elle réalise des tables de la paix. Après la guerre des Balkans, elle crée des sculptures pour les villes détruites : Vukovar, Dubrovnik, Ilok, Slavonski Brod, Karlovac. Ces sculptures sont réalisées dans le cadre de l'Atelier d'art anti-guerre (Alker), initié par le collectif artistique Ilok en exil à Zagreb.

## Rétrospectives
- Sjaj u sjaj, rétrospective, Musée d'Art Moderne, Zagreb, 2014[3]
- Rétrospective, Galerie Pilon, Ajdovščina, 2017[3]

## Prix et distinctions
- prix Vladimir-Nazor pour l'ensemble de sa carrière en 1996.